# Diagnostikzentrum für den Justizvollzug in Mecklenburg-Vorpommern
Das Diagnostikzentrum für den Justizvollzug in Mecklenburg-Vorpommern wurde im Juli 2005 in der JVA Bützow eröffnet. Damit war Mecklenburg-Vorpommern das erste Bundesland mit einer derartigen Einrichtung. Vom 1. Januar 2008 bis zum 30. April 2018 befand sich das Diagnostikzentrum in der JVA Waldeck in Dummerstorf im Landkreis Rostock. Nach der letzten Änderung der Vollstreckungszuständigkeit befindet sich das Diagnostikzentrum seit dem 1. Mai 2018 wieder in der JVA Bützow.

## Ziele
Ziel und Aufgabe des Diagnostikzentrums ist die Gewährleistung der Qualitätsstandards bei der Behandlungsplanung und bei der Lockerungsprognose (das ist die Vorhersage, ob es während Lockerungen im Strafvollzug zu (k)einem Zwischenfall kommen wird).
Der Fachbereich ist zuständig für Gefangene mit besonders schweren und öffentlichkeitswirksamen Delikten (§§ 174 – 184b, 211 – 216 StGB).
Gefangene, die aufgrund von Sexual- und Tötungsdelikten inhaftiert wurden, werden zunächst im Rahmen der Behandlungsuntersuchung zur Vollzugsplanung psychologisch untersucht. In Abhängigkeit vom Ergebnis der Eingangsuntersuchung werden die Gefangenen mit dem erstellten Vollzugsplan aus dem Diagnostikzentrum in die zuständige Abteilung einer JVA des Landes verlegt. Zur Entscheidung über die Lockerungseignung werden die Gefangenen erneut im Diagnostikzentrum vorgestellt. Aufgrund der jetzt zu erstellenden Entwicklungsdiagnose wird eine Prognose für die weitere Bewährung (Rückfallgefahr) getroffen. Zum Zeitpunkt der bei der Abschlussuntersuchung noch bestehende Behandlungsnotwendigkeiten führen immer dann zu einer negativen Risikoabschätzung, wenn hierbei ein Zusammenhang zu einer möglicherweise eingeschränkten Bewährungsprognose erkennbar ist. 
Neben der frühen Prognose der Rückfallgefahr wird durch die rechtzeitige Planung eine deutliche Verbesserung bei der Umsetzung notwendiger Behandlungsmaßnahmen erreicht. Zusätzlich ermöglicht die bestehende Struktur eine strikte Trennung von Diagnostik und Behandlung. 